# کوپ (آلمان)
کوپ (به آلمانی: Kopp) یک شهر در آلمان است که در فولکانایفل واقع شده‌است. کوپ ۱۹۲ نفر جمعیت دارد.